# Hypenetes valentinei
Hypenetes valentinei är en tvåvingeart som beskrevs av Artigas 1970. Hypenetes valentinei ingår i släktet Hypenetes och familjen rovflugor. Inga underarter finns listade i Catalogue of Life.